# Karszeńscy herbu Kur
Karszeńscy v. Karszańscy herbu Kur – polski ród szlachecki, zamieszkały na Śląsku.